# Ctenus monaghani
Ctenus monaghani ist eine von Peter Jäger vom Forschungsinstitut Senckenberg auf einer Forschungsreise im Jahr 2012 in Laos in der Provinz Khammuan entdeckte Kammspinnenart. Die Art, von der bisher nur ein einzelnes Männchen bekannt ist, wurde 2013 beschrieben. Vom genauen Verbreitungsgebiet und der Lebensweise ist deshalb nichts bekannt. 

## Merkmale
Es handelt sich um eine mittelgroße Spinnenart aus der Familie der Kammspinnen. Das Holotyp-Männchen ist 10 Millimeter lang. Die Spinne hat eine kastanienbraune bis olivgrüne Grundfärbung. Die verschiedenen Muster sind nur undeutlich zu erkennen. Auf der Oberseite des Prosomas (Cephalothorax) haben sie ein medial gelegenes Band mit einer Zickzack-Begrenzung aus helleren dichten Haaren, die von den Augen in Richtung Abdomen verläuft. Auf der Seite des Prosomas haben sie eine Musterung aus runden Punkten. Das Sternum auf der Unterseite des Prosomas wie auch die Unterseite der Coxen (ein Beinglied) sind gelblich-braun gefärbt und weisen keine Muster auf. Das Labium (Unterlippen) und die Gnathocoxae sind dunkler gefärbt. Die Beißklauen haben die gleiche Farbe wie der Cephalothorax. Die zwei hinteren Laufbeinpaare sind dunkler gefärbt als die zwei vorderen und die Taster. Das Hinterleib (Opisthosoma) trägt ein feines Band und Paare von dunklen Punkten auf der hinteren Hälfte. Auf der Unterseite des Hinterleibs haben die Spinnen Flecken aus weißlichen Haaren. Die vorderen seitlichen Spinnwarzen sind dunkel und die mittleren, wie auch die hinteren Spinnwarzen sind heller gefärbt.

## Benennung
Der Artname monaghani wurde zu Ehren des Schauspielers Dominic Monaghan gewählt, der in der Trilogie Der Herr der Ringe die Figur des Hobbit Meriadoc Brandybock spielt. Er war bei der Expedition in Laos anwesend, um eine Folge der Fernseh-Dokumentarserie Wild Things with Dominic Monaghan zu drehen, in der es um wenig beachtete oder sogar unbeliebte, aber für den Haushalt der Natur dennoch wichtige Lebewesen geht.